# Ádám Abet
Ádám Abet (n. 26 decembrie 1867, Oradea – d. 17 septembrie 1947, Phoenix, Arizona) a fost un scriitor, poet, jurnalist și traducător maghiar.